# Pietro Lorenzetti
Pietro Lorenzetti (Siena, oko 1280. – Siena, 1348.) bio je talijanski slikar gotike; stariji brat Ambrogia Lorenzettija.
Pod utjecajem Duccioa i Giotta izveo ciklus fresaka u donjoj crkvi sv. Franje u Assisiju i brojne oltarne slike.
Zajedno sa svojim bratom Ambrogijem Lorenzettijem i sljedbenicima Daddijem i Di Bancom smatra se pretečom renesanse u talijanskom slikarstvu.

## Vanjske poveznice
- Pietro Lorenzetti u "Art Renewal Centeru".
- Pietro Lorenzetti na "Web Gallery of Art".
- Pietro Lorenzetti u "Panopticon" virtualnoj galeriji umjetnosti.  Arhivirana inačica izvorne stranice od 27. rujna 2007. (Wayback Machine)